# Karri Willms
Pour les articles homonymes, voir Willms.
Karri Willms, née le 13 avril 1969, est une curleuse canadienne, licenciée au club Juan de Fuca Curling Club de Victoria.
Elle représente l'équipe du Canada aux championnats du monde de curling et Jeux olympiques où elle tient le rôle de lead, c'est-à-dire qu'elle lance les pierres en première position.

## Biographie
En 1991, Karri Wilms fait partie, avec Julie Sutton, Jodie Sutton et Melissa Soligo, de l'équipe de la Colombie-Britannique qui remporte le Tournoi des Cœurs Scotties. Cette victoire permet aux 4 curleuses de représenter le Canada aux championnats du monde 1991, compétition se déroulant dans leur pays, à Winnipeg, où elles s'inclinent en finale face à l'équipe de Norvège. Ce même quatuor est qualifié pour les Jeux olympiques d'hiver de 1992 d'Albertville où le curling est présenté en démonstration ; l'équipe canadienne décroche la médaille de bronze, derrière, respectivement, les équipes d'Allemagne et de Norvège.

## Palmarès

### Jeux olympiques d'hiver
| Épreuve / Édition | Albertville 1992 (démonstration) |
| Curling           | Bronze                           |

### Championnats du monde
| Épreuve / Édition | Winnipeg 1991 |
| Curling           | Argent        |